# Sân bay Krabi
Sân bay Krabi (IATA: KBV, ICAO: VTSG), là một sân bay tại Krabi, Thái Lan - cách trung tâm thành phố khoảng 7 km.

## Các hãng hàng không và các tuyến điểm

### Các hãng quốc tế
- AirAsia (Kuala Lumpur)
- Tiger Airways (Singapore)
- MyTravel Airways (Scandinavia)
- TUIfly Nordic (Scandinavia)

### Các hãng nội địa
- AirAsia
  - Thai AirAsia (Bangkok-Suvarnabhumi)
- Bangkok Airways (Bangkok-Suvarnabhumi,Samui)
- One-Two-GO Airlines (Bangkok-Don Mueang)
- Thai Airways International (Bangkok-Don Mueang, Bangkok-Suvarnabhumi)
  - Nok Air (Bangkok-Don Mueang)

## Số liệu thống kê (2007)
- Lượt chuyến - 7.820
- Lượt khách đi - 395.902
- Trung chuyển - 427
- Lượt khách đến - 373.353
- Tổng lượt khách - 769.255
- Khối lượng hàng hóa đi - 482.696 kg
- Khối lượng hàng hóa đến - 526.244 kg
- Trọng lượng thư đi - 0 kg
- Trọng lượng thư đến - 0 kg